# 파피루스학

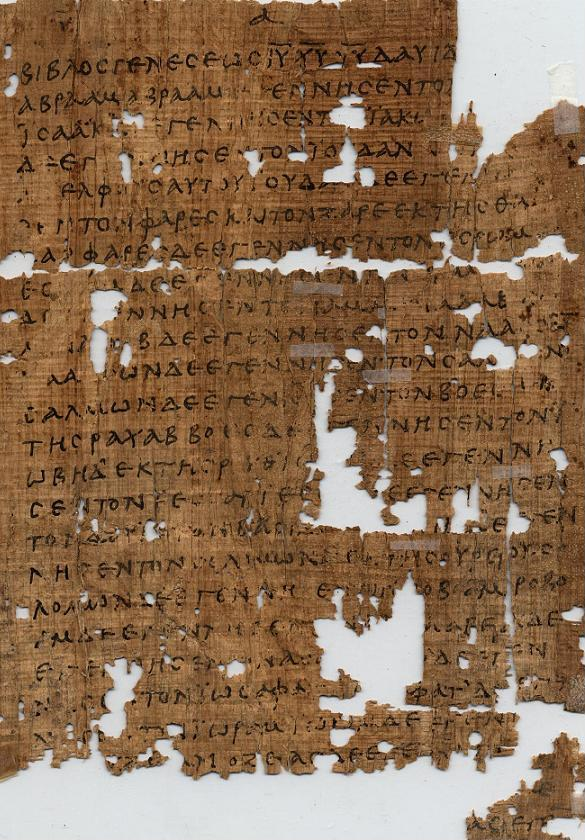

파피루스학(papyrus學)은 이집트, 그리스, 로마의 고대 문명에서 가장 일반적인 형태의 필기 재료인 파피루스에 기록된 고대 문학, 서신, 법률 기록 등의 필사본을 연구하는 학문이다. 파피루스학은 다양한 언어로 된 고대 문서의 번역 및 해석과 희귀한 파피루스 원본의 관리 및 보전을 모두 포함한다.
체계적 학문으로써의 파피루스학은 고고학자들이 이집트의 아르시노에(파이윰), 옥시링쿠스 등지에서 잘 보존된 파피루스의 대형 저장소가 발견한 1890년대까지 거슬러 올라간다. 파피루스학을 이끄는 중심지로는 옥스퍼드 대학교, 하이델베르크 대학교, 컬럼비아 대학교, 미시간 대학교, 오스트리아 국립도서관, 캘리포니아 대학교 버클리가 있다.
파피루스학의 창시자는 비엔나의 동양 학자 요세프 폰 카라바세크(아랍 파피루스학), 빌헬름 슈바르트(그리스 파피루스학), 이집트에서 오스트리아 라이너 대공이 구입한 그리스어, 아랍어, 콥트어, 페르시아어로 된 파피루스 100,000여권 이상을 얻은 오스트리아의 골동품 전문가 테오도르 그라프, 러시아와 그루지야의 파피루스 컬렉션을 공개한 G. F. 체레텔리, 프레더릭 조지 케년, 울리히 빌켄, 버나드 파인 그렌펠, 아서 서리지 헌트와 기타 저명한 과학자 등이 있다.
비엔나에 있는 이교도와 기독교도, 아랍계 파피루스 컬렉션인 라이너 파피루스는 이집트 파이윰에서 발견된 최초의 대규모 파피루스 필사본 발견을 대표한다. 1880년경, 카이로의 양탄자 상인이 바카바세크를 대신해 10,000권의 파피루스와 글이 쓰여진 일부 아마포를 얻었다. 이 파이윰 파피루스 중 3,000개는 아랍어로 쓰여 있다. 파피루스는 콤 파리스(크로코딜론 폴리스)와 이나시야 알마디나(헤라클레오폴리스 마그나)에서 비롯된 것이며, 직물 면은 콤 알아자마(Kôm al-‘Azâma)에서 만들어졌다. 필사본은 1882년 비엔나로 수출되었고, 다음 해 공공 전시회에 공개되며 파장을 일으켰다. 이후 파피루스는 라이너 대공이 구입하여 오스트리아 과학 학술원에 기증하였다. 서방에서 출판된 최초의 파피루스는 1778년 벨레트리의 추기경 스테파노 보르자가 쓴 "Charta papyracea Graece scripta Museums Borgiani Velitris"로, 일명 카르타 보르자나로 잘 알려져 있다.

## 같이 보기
- 라이덴 규칙
- 옥시링쿠스
- 그리스 마법 파피루스
- 엘레판티네 파피루스
- 모들린 파피루스
- 나그 함마디 문서
- 에피독
- 금석학
- 문자
- 고문서학
- 미시간 대학교 파피루스 컬렉션
- 라일랜즈 파피루스